# Licania brittoniana
Licania brittoniana är en tvåhjärtbladig växtart som beskrevs av Karl Fritsch. Licania brittoniana ingår i släktet Licania och familjen Chrysobalanaceae. Inga underarter finns listade i Catalogue of Life.